# Kalina (nome)
Kalina (in alfabeto cirillico: Калина) è un nome proprio di persona bulgaro, macedone e polacco femminile.

## Varianti
- Maschili
  - Bulgaro: Калин (Kalin)[1]

## Origine e diffusione

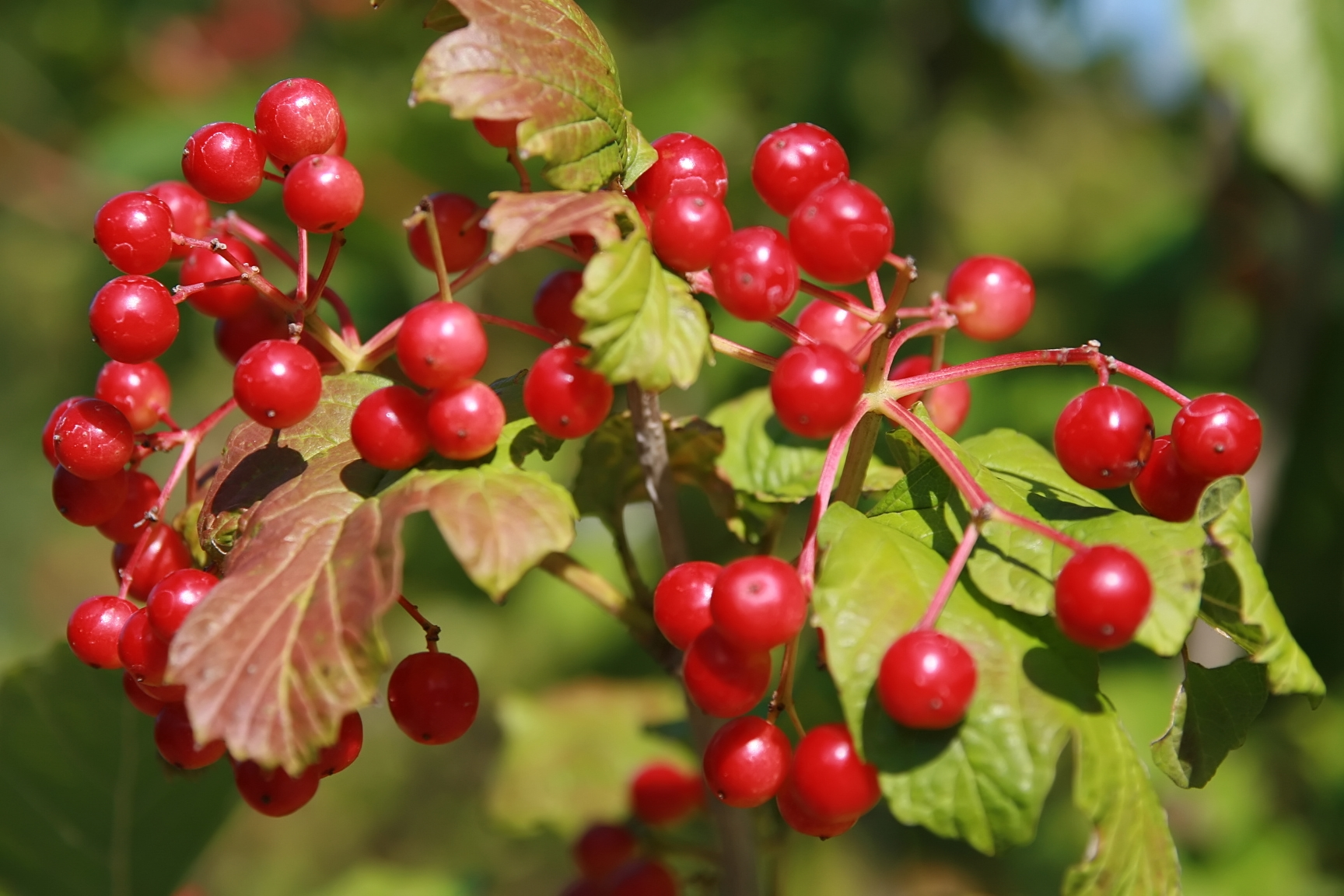
Frutti di Viburnum opulus

Riprende il termine macedone, bulgaro e polacco che indica l'albero del viburno.

## Onomastico
È un nome adespota, cioè privo di santo patrono; l'onomastico può essere festeggiato il 1º novembre, per la ricorrenza di Ognissanti.

## Persone

### Variante maschile Kalin
- Kalin Bankov, calciatore bulgaro
- Kalin Dedikov, pilota di rally bulgaro